# Butte (Dakota del Norte)
Butte es una ciudad ubicada en el condado de McLean, Dakota del Norte, Estados Unidos. Tiene una población estimada, a mediados de 2021, de 69 habitantes.

## Geografía
La localidad está ubicada en las coordenadas 47°50′13″N 100°39′57″O / 47.83694, -100.66583. Según la Oficina del Censo de los Estados Unidos, tiene una superficie total de 0.64 km², correspondientes en su totalidad a tierra firme.

## Demografía
Según el censo de 2020, en ese momento había 70 personas residiendo en Butte. La densidad de población era de 109.38 hab./km². El 97.14% de los habitantes eran blancos y el 2.86% eran amerindios. Del total de la población, el 1.43% era hispano o latino.